# Vincent Dunoyer
Pour les articles homonymes, voir Dunoyer.
Vincent Dunoyer, né en 1962 à Neuilly-sur-Seine, est un danseur et chorégraphe français de danse contemporaine.

## Biographie
Vincent Dunoyer s'est formé en danse classique puis s'est tourné vers la danse contemporaine. En 1989, il participe au défilé du bicentenaire en dansant pour Philippe Decouflé. Il part alors en Belgique, tout d'abord pour travailler quelque temps avec Wim Vandekeybus, puis en 1990 intègre la Compagnie Rosas d'Anne Teresa De Keersmaeker où il a un rôle remarqué dans la pièce Achterland. Jusqu'en 1994 il participe aux créations de la chorégraphe belge dont Erts, Mozart/Concert Aria's, et Toccata.
En 1995, il décide de travailler avec différents chorégraphes sans être rattaché à une compagnie en particulier. Il collaborera ainsi avec Steve Paxton, le Wooster Group et Anne Teresa De Keersmaeker aboutissant à la création de Three Solos for Vincent Dunoyer, pièce fondatrice de son activité de chorégraphe vers laquelle il se tourne désormais, notamment en écrivant de nombreux solos. En 1999, il crée sa compagnie Vanity, et poursuit une activité d'enseignement à l'École P.A.R.T.S. où il transmet le répertoire de la compagnie Rosas.

## Chorégraphies
- 1997 : Three Solo's for Vincent Dunoyer en collaboration avec Anne Teresa De Keersmaeker, Steve Paxton, et le Wooster Group.
- 1999 : Études #33 et Vanity
- 2001 : The Princess Project
- 2003 : Solos for Others
- 2005 : Cadavre exquis
- 2007 : Sister dansé avec Anne Teresa De Keersmaeker
- 2010 : Encore